# Gullereds distrikt
Gullereds distrikt är ett distrikt i Ulricehamns kommun och Västra Götalands län. 
Distriktet ligger öster om Ulricehamn. 

## Tidigare administrativ tillhörighet
Distriktet inrättades 2016 och utgörs av socknen Gullered i Ulricehamns kommun. 
Området motsvarar den omfattning Gullereds församling hade vid årsskiftet 1999/2000.